# Diterpeny

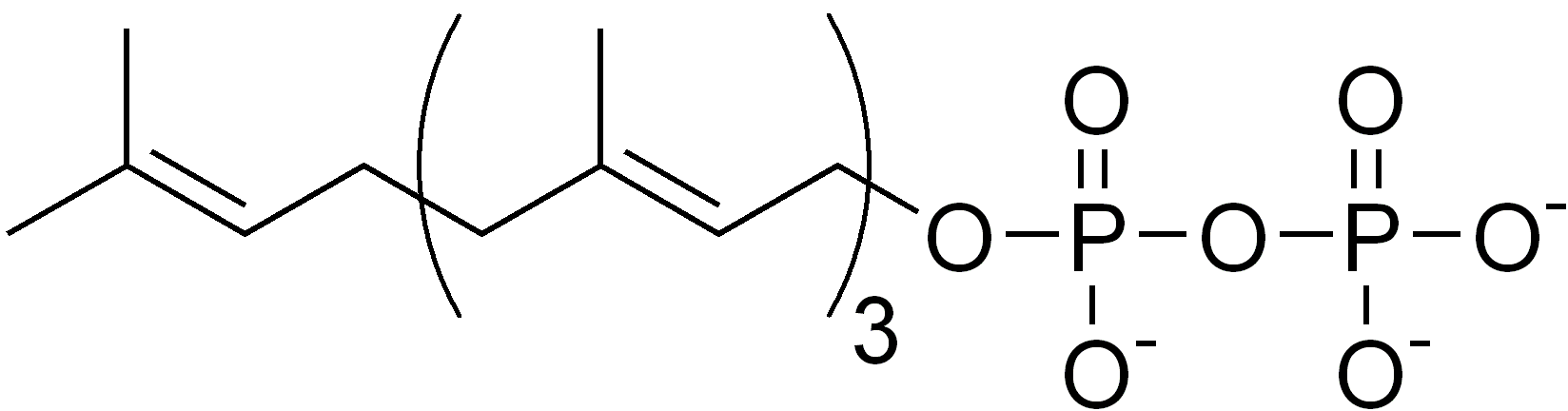
Pirofosforan geranylogeranylu, substrat używany w biosyntezie diterpenów

Diterpeny (C20H32) – i ich pochodne, związki organiczne z grupy terpenów, są tetramerami izoprenu. Występują głównie w żywicach roślinnych. Charakteryzują się wysoką temperaturą wrzenia. Dotychczas nie znalazły większego zastosowania praktycznego.
Przykładami są: stewiol, kwasy żywiczne, fitol i labdany.